# In Flight
In Flight – pierwszy solowy album Lindy Perry, nagrany i wydany w 1996 przez Interscope Records. Jego reedycja ze zmienioną oprawą graficzną została wydana w 2005 przez Kill Rock Stars i zawiera teledyski do "Freeway" i "Fill Me Up".

## Lista utworów
1. In My Dreams
2. Freeway
3. Uninvited
4. Success
5. Life in a Bottle
6. Fill Me Up
7. Knock Me Out (feat. Grace Slick)
8. Too Deep
9. Taken
10. Fruitloop Daydream
11. Machine Man
12. In Flight